# 三島由衣
三島 由衣（みしま ゆい）は日本の歌手、タレント。所属事務所は、株式会社M's planning（三島由衣 音楽事務所）。
2015年2月にライブハウスでスカウトされたのを機に本格的に歌手活動を開始。同年10月から2016年3月まで ラジオ大阪『今夜はしゃべらナイト』のアシスタントを務め、2016年4月よりOBC『三島由衣の☆ミラクルハッピー』でメインMCとして自身の番組をオンエア。
オリジナル曲はポップス指向ながら、日本語の歌詞を大切にしており、洋楽のポップスとも歌謡曲とも違う独自路線を目指している。カバー曲では歌謡曲のレパートリーも多く、ライブイベントのステージで披露することも多い。
好きな食べ物は「水」。自称、猫好き。2025年2月22日（土）猫の日に放送された三島由衣の☆ミラクルハッピーの中では、「地球に猫という生き物がいなければ、人生はとてもつまらなくなる」という格言を残している。

## 人物・エピソード
- 話し方はまったりしている。
- 初めてのアルバムは自分の誕生日に発表したいと思っていたことから、1st Mini Album「泡沫〜UTAKATA〜」は2016年6月30日にリリースされた。
- 事務所に入った当初は作詞や作曲などの創作活動はやっていなかった。オリジナル風の作品はあったが、友達が作ってくれたり遊び感覚で作った曲しかなかった。
- 初めて作詞を担当した当時、作曲家の横田昭氏が、事務所の社長とはじめて会った時「この子ホンマに歌詞とか書けるんか？」と心配していたらしいが、実際に三島から歌詞が完成してきたのをみて、「良い詩が書けたね〜」と褒め讃えた。三島はその時に褒めらて嬉しかったという気持ちが、今も創作活動のモチベーションになってるらしい。
- 作詞は、音源を聴くことで歌詞が湧いてくるという天才肌。創作活動は自分の中で1日2時間と決めており、2時間で仕上がらなかったら作業はとっととやめる。そして次の日の作業時には、前日に書いていた途中の詞は必ず捨てて最初から作る。
- 2025.3.18 ラジオ大阪OBC『三島由衣の☆ミラクルハッピー』の番組内「ゆいペディア」のコーナーで、 『2時間で決まらなかった作品はボツになる』という格言を残している。

## 音楽活動
- 2015.2 - 某ライブハウスでスカウトされ、本格的にシンガーとして活動を始める
- 2016.6.30 - 1st Mini Album「泡沫〜UTAKATA〜」リリース
- 2017.4〜2017.12 -サンテレビ  『Precious Songs』 メインシンガーとして出演
- 2017.10〜 - 【観音寺納骨堂】CM テレビ大阪・MBSテレビ・ABCテレビ 出演&タイアップソング「AMATO」 提供
- 2018.4〜2018.12 - サンテレビ 『ノスタルジックソングス 〜Nostalgic Songs〜』（不定期放送） メインシンガーとして出演
- 2018.7〜 - 【阿蘇 熊本空港ホテル エミナース】CM サンテレビ 出演&タイアップソング「そよ風に逢いにゆこう」 提供
- 2018.7.7 - 2nd Mini Album「光の音」 リリース
- 2019.3.23 - 子供向けダンスMV「あらいぐまおやこ」（振付・出演 芋洗坂係長） リリース
- 2019.6.15 - 白鬚神社総本宮 万葉歌奉唱
- 2019.11.25 - 3rd Mini Album「淡海の詩 〜幻の琵琶湖周航の歌〜」 リリース
- 2021.4〜2021.9 - BBCびわ湖放送 天気予報「淡海の詩 〜幻の琵琶湖周航の歌〜」MVオンエア
- 2021.4.30 - DVD「淡海の詩 〜幻の琵琶湖周航の歌〜」ミュージックビデオ リリース
- 2021.7.28 - 【阪堺電車】イメージソング「想いをはこぶ 〜未来へ〜」リリース
- 2021.8.1 - 【舞昆のこうはら】タイアップソング「ふるさとの空の色」リリース
- 2024.11.5 - 【ジオラマ食堂】タイアップソング「あなたといた日々それはボクらの命」 リリース

## ラジオ
- ラジオ大阪OBC『今夜はしゃべらナイト』（2015年10月 - 2016年3月）  - アシスタント
- ラジオ大阪OBC『三島由衣の☆ミラクルハッピー』(2016年4月 - ) - MC